# General Santos
General Santos (abreviado GenSan) es una ciudad filipina de la provincia de Cotabato del Sur. Tiene 530 129 habitantes.
La economía de la ciudad es básicamente agroindustrial, debido a su tierra fértil y un clima sin tifones. Es el productor principal de maíz, coco, copra, piña, espárrago y arroz, así como patatas, verduras, flores y quimbombó. Así mismo, es el productor atunero más grande del país, de ahí que lo llamen "la ciudad del atún".
Conocida anteriormente por el nombre de Dadiangas, fue rebautizada con el nombre actual en honor al general Paulino Santos, el 5 de septiembre de 1968. 
Es también la tierra natal del boxeador Manny Pacquiao.

## Barangayes
General Santos se divide políticamente a 26 barangayes.
| - Baluan - Buayan - Bula - Conel - Dadiangas East (Pob.) - Katangawan - Lagao (1.º y 3.º) - Labangal - Ligaya - Mabuhay - San Isidro (Lagao 2.º) - San José - Sinawal | - Tambler - Tinagacan - Apopong - Siguel - Upper Labay - Batomelong - Calumpang - City Heights - Dadiangas North - Dadiangas South - Dadiangas West - Fátima - Olympog |

## Transportes
Cerca de la ciudad se encuentra el Aeropuerto Internacional General Santos, inaugurado en 1996.

## Ciudades Hermanas
- Monterrey, Nuevo León, México
- Hadano, Japón
- Canberra, Australia
- Pekín, China
- Mascota, Jalisco, México

## Personas destacadas
- Manny Pacquiao, boxeador.